# Grand Prix Formule 1 van de Pacific
De Grand Prix van de Pacific was een race uit de Formule 1-kalender, gehouden in 1994 en 1995 op het TI Circuit Aida in Japan.
De Grand Prix was een tweede Japanse race naast de Grand Prix van Japan. 
De Grand Prix zou na 1994 en 1995 verhuizen van het TI Circuit Aida in Japan naar het Sentul International Circuit in Indonesië voor een race op 13 oktober 1996 maar werd afgelast omdat het circuit ongeschikt bleek voor de Formule 1 door de te krappe bochten.

Hierdoor verdween de Grand Prix in 1996 definitief van de kalender. 
Beide verreden edities werden gewonnen door Michael Schumacher in een Benetton.

## Winnaars van de grand prix
| Jaar | Coureur            | Constructeur     | Circuit | Verslag |
| ---- | ------------------ | ---------------- | ------- | ------- |
| 1995 | Michael Schumacher | Benetton-Renault | Aida    | Verslag |
| 1994 | Michael Schumacher | Benetton-Ford    | Aida    | Verslag |

1994 · 1995